# 20 días en Mariúpol
20 días en Mariúpol (en ucraniano: 20 днів у Маріуполі, romanizado: 20 dniv u Mariupoli  ) es una película documental ucraniana de 2023 dirigida por Mstyslav Chernov.
La película tuvo su estreno mundial en el Festival de Cine de Sundance 2023, donde ganó el concurso de documentales. Fue seleccionada como la presentación ucraniana para el Óscar a la mejor película internacional en la 96ª edición de los Premios de la Academia, pero en lugar de ello fue nominada en la categoría de mejor largometraje documental y ganó el premio. La película también fue nominada a dos premios BAFTA y ganó uno de ellos, también ganó un premio del Sindicato de Directores.
La obra recibió elogios de la crítica y fue nombrada una de las cinco mejores películas documentales de 2023 por la National Board of Review. La película también se proyectó al inicio del 78º período de sesiones de la Asamblea General de las Naciones Unidas.
Mstyslav Chernov comentó al recibir el Óscar:  "Ojalá nunca hubiera tenido que hacer esta película [...] No puedo cambiar la historia [...] No puedo cambiar el pasado. Pero todos nosotros juntos... entre ustedes, algunas de las personas más talentosas del mundo, podemos garantizar que la historia se registre correctamente y que la verdad prevalezca y que el pueblo de Mariupol y aquellos que sacrificaron sus vidas nunca sean olvidados”.

## Sinopsis
La película narra la historia de los veinte días que Chernov pasó con sus colegas en la sitiada Mariúpol después de que Rusia comenzara su invasión de Ucrania. Chernov recopiló imágenes que rodó en Mariúpol junto con el equipo de Frontline y Associated Press (AP). Corriendo grandes riesgos los fotógrafos muestran las consecuencias catastróficas del asedio para la población civil. 

## Estreno
Dogwoof, la empresa de distribución de documentales con sede en el Reino Unido, supervisa los derechos de ventas internacionales y se encargará de todas las ventas mundiales, excepto América del Norte, donde PBS Distribution ha adquirido los derechos. 
La película se estrenó en cines seleccionados de Estados Unidos el 14 de julio.  En Ucrania, la difusión pública comenzó el 31 de agosto.  Las proyecciones previas al estreno tuvieron lugar en Kiev (festival Bouquet Kyiv Stage 2023)  y Lviv (ONG "Lviv Media Forum").  En el primer fin de semana de septiembre de 2023, la película recaudó más de 530.000 грн (aproximadamente 15.000 dólares estadounidenses) en la taquilla de Ucrania, convirtiéndose en el documental ucraniano más taquillero de la historia. 

## Recepción
En el agregador de reseñas Rotten Tomatoes, la película tiene un índice de aprobación del 100% basado en 66 reseñas, con una calificación promedio de 8,8/10. El consenso de los críticos del sitio web dice: "20 días en Mariúpol ofrece una mirada agotadora pero vital al impacto devastador de la guerra". En Metacritic, la película tiene una puntuación media ponderada de 83 sobre 100 basada en diecinueve críticas, lo que indica "aclamación universal". 
Dennis Harvey de Variety escribió que "esta es una visualización sombría pero esencial" y que "este largometraje de no ficción puede no tener un arco narrativo simple, pero la narración en primera persona sin pretensiones del director y la intensidad de la evidencia de crímenes de guerra compilada lo hacen fascinante". sin embargo."  Frank Scheck de The Hollywood Reporter escribió que 20 días en Mariúpol "es un ejemplo particularmente inmersivo del género, que narra el asedio de una semana de la ciudad ucraniana titular por parte de las fuerzas rusas. [...] Lo que se manifiesta más vívidamente, otros "Más que la tragedia humana expuesta, es la importancia vital de los corresponsales de guerra y el coraje y el ingenio que deben poseer para trabajar en condiciones tan peligrosas para la vida".  Randy Myers de The Mercury News le dio a la película 3,5/4 estrellas, calificándola de "una pieza periodística sombría y esencial" y "un relato inmersivo de periodistas ucranianos de la AP que pasaron casi tres semanas incrustados en una ciudad portuaria que "Fue blanco de Rusia y atacado sin piedad". 
Matt Zoller Seitz de RogerEbert.com le dio a la película tres estrellas y media de cuatro, afirmando que "va en una breve lista de excelentes documentales que el espectador no querrá volver a ver nunca más... Este es un envío desde el infierno en la tierra. Su naturaleza fragmentada, caótica e imprecisa es una revelación". 
En su reseña para el Handelsblatt, Mareike Müller resumió que 20 días en Mariúpol era una obra maestra tanto en términos cinematográficos como en su significado. El sufrimiento de la población ucraniana causado por la guerra de agresión rusa se transmite de forma clara e impresionante.  Frank Scheck, en su reseña para The Hollywood Reporter, enfatizó que la película no sólo retrataba la tragedia humana de la guerra, sino que también resaltaba el coraje y el ingenio de los corresponsales de guerra que necesitaban para continuar su trabajo a pesar de las condiciones que amenazaban sus vidas.  El Lexikon des internationalen Films le dio a la película tres estrellas y media de cinco posibles y la consideró particularmente eficaz “porque contrarresta las mentiras propagandísticas de los políticos y los medios de comunicación rusos con hechos impactantes”; Por otro lado, “algunos recursos formales como flashbacks intercalados y música que suena a dramaturgia de suspense convencional” dejaron una “impresión ambivalente”. 

### Controversia por su exhibición en Serbia
En octubre la película se iba a proyectar en el festival Serbian Beldocs en el Centro Cultural Lazarevac en las afueras de Belgrado. El 10 de octubre, el ultranacionalista Partido Radical Serbio, de extrema derecha, pidió la cancelación de la proyección de la "película de propaganda antirrusa del régimen de Kiev ", que es "un intento de Occidente de cambiar la actitud del pueblo serbio" hacia la Rusia hermana ".  El 12 de octubre, la administración del festival canceló la proyección, subrayando que "Beldocs no está detrás de esta decisión y no participó en ella".  Finalmente, la película se proyectó en Belgrado el 21 de febrero de 2024. 

### Reconocimientos
20 días en Mariúpol fue incluida en la competencia del Festival de Cine de Sundance en la categoría documental de cine mundial. El estreno mundial tuvo lugar en el festival en enero de 2023.  La película ganó el premio del público en la categoría Documental de Cine Mundial. 
La película recibió más de 20 premios y fue nominada al BAFTA en 2 categorías,  ganando en una de ellas.  Ganó un Óscar  y un premio del Sindicato de Directores.  También recibió el premio de la Universidad Alfred I. duPont-Columbia en 2024. 